# 华南农业大学数学与信息学院
华南农业大学数学与信息学院是广州华南农业大学辖下的一所学院，学院的院楼位于华南农业大学主校区的华山区。

## 历史沿革
- 2003年7月，华南农业大学信息学院正式组建。
- 2004年，广东省教育厅批准成立省级示范性软件学院，与信息学院合署办公.

## 专业设置

### 本科专业
- 计算机科学与技术(Computer Science and Technology)（广东省名牌专业及学校首批特色专业）
- 网络工程(Networking Engineering)
- 信息管理与信息系统(Information Management And Information System)
- 软件工程(Software Engineering)
- 地理信息科学(Geographic Information Science)（2012年教育部将专业名称更改为：地理信息科学专业）
- 测绘工程(Surveying and Mapping Engineering)
- 工业工程(Industrial Engineering)
- 教育技术学(Educational Technology)（已经停止招生）
- 软件工程(Software Engineering)(软件学院)

### 硕士点
- 管理科学与工程（一级学科硕士点）
- 计算机科学与技术（一级学科硕士点）
- 地图学与地理信息系统（二级学科硕士点）

## 管理机构

### 学院
- 李康顺（院长）
- 林丕源（副院长）
- 俞守华（副院长）
- 孙凌洁（副院长）

### 党委
- 梁松练（党委书记）
- 刘月秀（党委副书记）

### 系
- 计算机科学系（教授2人，副教授9人，讲师10人）（包括：计算机科学与技术、教育技术 2个本科专业）
- 软件工程系（教授2人，副教授4人，讲师15人）（包括：软件工程·信息、软件工程·软件 2个本科专业）
- 网络工程系（教授1人，副教授4人，讲师14人）（包括：网络工程 1个本科专业）
- 管理科学与工程系（教授2人，副教授5人，讲师9人）（包括：信息管理与信息系统、工业工程 2个本科专业）
- 地理信息系（教授3人，副教授8人，讲师3人）（包括：地理信息科学 1个本科专业）
- 测绘与遥感系（副教授4人，讲师5人）（包括：测绘工程 1个本科专业）

### 研究机构
- 人机交互研究中心
- 农业系统工程及管理工程研究室
- 地理信息工程研究所
- 地理信息系统研究室
- 图形图像研究中心
- 软件工程研究中心
- IT安全研究所

## 师资与学生
2009年全日制在校生3297人，其中本科生3167人、硕士研究生116人、博士研究生14人。学院教职工136人，专任教师110人；其中教授11人、副教授35人；博士生导师4人、硕士生导师42人，具有博士学位教师37人。

### 教授名录
- 胡月明（博士生导师）(地理信息系)
- 薛月菊（博士生导师）(地理信息系)
- 李康顺（博士生导师）（计算机科学系）
- 朱同林（博士生导师）（网络工程系）
- 肖德琴（博士生导师）（网络工程系）

- 谢刚生（硕士生导师） (地理信息系)
- 田绪红（硕士生导师）（计算机科学系）
- 林丕源（硕士生导师）（软件工程系）
- 刘财兴（硕士生导师）（软件工程系）
- 余守华（硕士生导师）（管理科学与工程系）
- 陈建国（硕士生导师）（管理科学与工程系）

### 副教授名录
- 包世泰  (地理信息系) （硕士生导师）
- 陈永康  (地理信息系)（硕士生导师）
- 徐剑波  (地理信息系)（硕士生导师）
- 吴小芳  (地理信息系)（硕士生导师）
- 赵寒冰  (地理信息系)（硕士生导师）
- 谢建文  (地理信息系)（硕士生导师）
- 钟晓兰  (地理信息系)（硕士生导师）
- 李景刚  (地理信息系)（硕士生导师）

- 刘振华  (测绘与遥感系)（硕士生导师）
- 文雅    (测绘与遥感系)（硕士生导师）
- 刘慧明  (测绘与遥感系)（硕士生导师）
- 林观土  (测绘与遥感系)（硕士生导师）

- 张建桃 （管理科学与工程系）（硕士生导师）
- 杨振刚 （管理科学与工程系）（硕士生导师）
- 刘伟章 （管理科学与工程系）（硕士生导师）
- 余平祥 （管理科学与工程系）（硕士生导师）
- 吴春胤 （管理科学与工程系）（硕士生导师）

- 张明武 （网络工程系）（硕士生导师）
- 祝胜林 （网络工程系）（硕士生导师）
- 周敏   （网络工程系）（硕士生导师）
- 黄琼   （网络工程系）（硕士生导师）

- 朱梅阶 （软件工程系）（硕士生导师）
- 严尚维 （软件工程系）（硕士生导师）
- 黄沛杰 （软件工程系）（硕士生导师）
- 肖磊   （软件工程系）（硕士生导师）

- 宋鸿陟 （计算机科学系）（硕士生导师）
- 孙微微 （计算机科学系）（硕士生导师）
- 王美华 （计算机科学系）（硕士生导师）
- 王琴   （计算机科学系）（硕士生导师）
- 常珊   （计算机科学系）（硕士生导师）
- 曾玲   （计算机科学系）（硕士生导师）
- 陈孟娴 （计算机科学系）（硕士生导师）
- 高月芳 （计算机科学系）（硕士生导师）
- 王栋   （计算机科学系）（硕士生导师）

## 重点实验室
- 国土资源部建设用地再开发重点实验室（主任：胡月明教授）
- 广东省土地利用与整治重点实验室（主任：胡月明教授）
- 广东省高等学校教学重点实验室——计算机工程与应用实验室
- 广东省高等学校实验示范中心——计算机基础实验示范中心